# Ласковецька сільська рада
Ласковецька сільська́ ра́да — адміністративно-територіальна одиниця та орган місцевого самоврядування в Теребовлянському районі Тернопільської області. Адміністративний центр — село Ласківці.

## Загальні відомості
- Ласковецька сільська рада утворена в 1939 році.
- Територія ради: 7,997 км²
- Населення ради: 1 946 осіб (станом на 2001 рік)
- Територією ради протікає річка Звиняч.

## Населені пункти
Сільській раді підпорядковані населені пункти:
- с. Ласківці

## Склад ради
Рада складалася з 16 депутатів та голови.
- Голова ради: Ваврик Йосип Іванович
- Секретар ради: Предко Марія Володимирівна

### Керівний склад попередніх скликань
| Прізвище, ім'я, по батькові  | Основні відомості                                                               | Дата обрання | Дата звільнення |
| ---------------------------- | ------------------------------------------------------------------------------- | ------------ | --------------- |
| Ониськів Володимир Дмитрович | Сільський голова, 1956 року народження, безпартійний                            | 26.03.2006   | 31.10.2010      |
| Ваврик Йосип Іванович        | Сільський голова, 1957 року народження, освіта середня спеціальна, безпартійний | 31.10.2010   |                 |

Примітка: таблиця складена за даними сайту Верховної Ради України

### Депутати
За результатами місцевих виборів 2010 року депутатами ради стали:

#### За суб'єктами висування
| Суб'єкт висування | Кількість обраних депутатів | %   |
| ----------------- | --------------------------- | --- |
| Самовисування     | 16                          | 100 |

#### За округами
| № округу | Прізвище, ім'я, по батькові       | Дата визнання обраним | Освіта             | Партійна приналежність | Відомості про обраного депутата                      |
| -------- | --------------------------------- | --------------------- | ------------------ | ---------------------- | ---------------------------------------------------- |
| 1        | Біда Любов Григорівна             | 01.11.2010            | середня спеціальна | позапартійна           | тимчасово не працює                                  |
| 2        | Предко Марія Володимирівна        | 01.11.2010            | середня спеціальна | позапартійна           | Ласківецька сільська рада, секретар                  |
| 3        | Ралько Марія Дмитрівна            | 01.11.2010            | вища               | позапартійна           | Ласківецька загальноосвітня школа І-ІІІ ст., вчитель |
| 4        | Когут Михайло Антонович           | 01.11.2010            | середня            | позапартійний          | тимчасово не працює                                  |
| 5        | Давибіда Ігор Володимирович       | 01.11.2010            | вища               | позапартійний          | Ласківецька загальноосвітня школа І-ІІІ ст., вчитель |
| 6        | Куцевол Володимир Васильович      | 01.11.2010            | середня спеціальна | позапартійний          | приватний підприємець                                |
| 7        | Будзанівський Мирослав Васильович | 01.11.2010            | середня спеціальна | позапартійний          | приватний підприємець                                |
| 8        | Сокальський Іван Романович        | 01.11.2010            | вища               | позапартійний          | тимчасово не працює                                  |
| 9        | Кріль Петро Омелянович            | 01.11.2010            | середня спеціальна | позапартійний          | ПАП «Конкурент», директор                            |
| 10       | Когут Людмила Петрівна            | 01.11.2010            | середня спеціальна | позапартійна           | Ласківецька загальноосвітня школа І-ІІІ ст., вчитель |
| 11       | Видаш Галина Антонівна            | 01.11.2010            | вища               | позапартійна           | Ласківецька загальноосвітня школа І-ІІІ ст., вчитель |
| 12       | Сивак Микола Володимирович        | 01.11.2010            | середня            | позапартійний          | Ласківці МПО, водій                                  |
| 13       | Яцентий Роман Володимирович       | 01.11.2010            | вища               | позапартійний          | пенсіонер                                            |
| 14       | Видаш Василь Іванович             | 01.11.2010            | середня            | позапартійний          | тимчасово не працює                                  |
| 15       | Летняк Орест Михайлович           | 01.11.2010            | середня спеціальна | позапартійний          | тимчасово не працює                                  |
| 16       | Грушецька Оксана Михайлівна       | 01.11.2010            | середня спеціальна | позапартійна           | Ласківецький будинок культури, художній керівник     |